# René Dercksen
René G.J. Dercksen (Rotterdam, 11 december 1962) is een Utrechts politicus en voormalig Eerste Kamerlid voor de Partij voor de Vrijheid. 
Dercksen studeerde na de havo aan het Laurens College te Rotterdam commerciële economie aan de Hogeschool Rotterdam tot 1985, waarna hij opleidingen in makelaardij en horeca volgde. Hij werkte tussen 1988 en 1998 als vastgoedbeheerder bij ING Real Estate, VastNed en Property Services International Amsterdam, waarna hij zijn eigen adviesbureau voor internationale vastgoedinvesteringen opzette.
In 2011 werd hij lijsttrekker van de PVV bij de Provinciale Statenverkiezingen in Utrecht, waarna hij fractievoorzitter werd van de PVV-fractie. In 2015 werd hij wederom als lijsttrekker in de Provinciale Staten gekozen en werd hij tevens gekozen in de Eerste Kamer. Tijdens de Eerste Kamerverkiezingen 2019 ging de PVV van negen naar vijf zetels en stemden Dercksen en Elly Broere in Utrecht uit protest tegen de landelijke leiding van de PVV op Forum voor Democratie. Op 7 juli 2022 stapte hij over naar Belang van Nederland waarvoor hij lijsttrekker was bij de Provinciale Statenverkiezingen 2023. Voor de Tweede Kamerverkiezingen van 22 november 2023 stond hij op de vierde plek op de kandidatenlijst.

## Persoonlijk
Dercksen woont in Zeist, is getrouwd en heeft drie kinderen.